# Poa intricata
Poa intricata là một loài thực vật có hoa trong họ Hòa thảo. Loài này được Wein miêu tả khoa học đầu tiên năm 1911.